# Guzmania straminea
Guzmania straminea là một loài thực vật có hoa trong họ Bromeliaceae. Loài này được (K.Koch) Mez mô tả khoa học đầu tiên năm 1896.